# Независима Македония (1932, софийско списание)
Вижте пояснителната страница за други значения на Независима Македония.
„Независима Македония“ с подзаглавие Месечно илюстровано списание е българско списание, излизало в София, България, в 1932 година.
Печата се в печатница „Независимост“. Излиза 1 брой през май 1932 г. Поставя си за цел да бъде „строго неутрално“ и да се „съобразява с програмата и тактиката на Македонския национален комитет като легален институт, независимо от личния му състав“. Публикува снимки от Македония, биографични очерци, новини, реклами, както и статии от Леон Ламуш по македонския въпрос на френски език.